# جواو ريكاردو بينتو سيلفا
جواو ريكاردو بينتو سيلفا (10 أغسطس 1991 في البرتغال - ) هو لاعب كرة قدم برتغالي في مركز الوسط. لعب مع نادي غوندومار ونادي إيسبينهو وAcadémico de Viseu F.C. ‏ ونادي فييرينسي.

## وصلات خارجية
- جواو ريكاردو بينتو سيلفا على موقع قاعدة بيانات كرة القدم.إي يو (الإنجليزية)
- جواو ريكاردو بينتو سيلفا على موقع Soccerway.com (الإنجليزية)